# Universität Malaysia Kelantan
Die Universität Malaysia Kelantan (UMK) (engl. University Malaysia Kelantan, mal. Universiti Malaysia Kelantan) in Pengkalan Chepa im Bundesstaat Kelantan ist eine 2006 gegründete staatliche Universität in Malaysia.

## Aufbau und Organisation
Die Hochschule wurde im Jahre 2006 im Rahmen des Ninth Malaysian Plan gegründet, um eine staatliche Universität zu erhalten, die sich auf die Bereiche Wirtschaftswissenschaften und Landwirtschaft spezialisiert hat.
Der Chancellor der Universität ist ein Ehrenamt und wird durch eine bekannte Persönlichkeit besetzt, während das hauptamtliche Management der Universität durch den Vice-Chancellor geleitet wird.
Die Universität besteht aus folgenden Fakultäten und Zentren:
- Faculty of Entrepreneurship and Business
- Faculty of Agro Industry and Natural Resources
- Faculty of Creative Technology and Heritage
- Faculty of Veterinary Medicine
- Centre for Language Studies & Generic Development